# 宝暦・天明文化

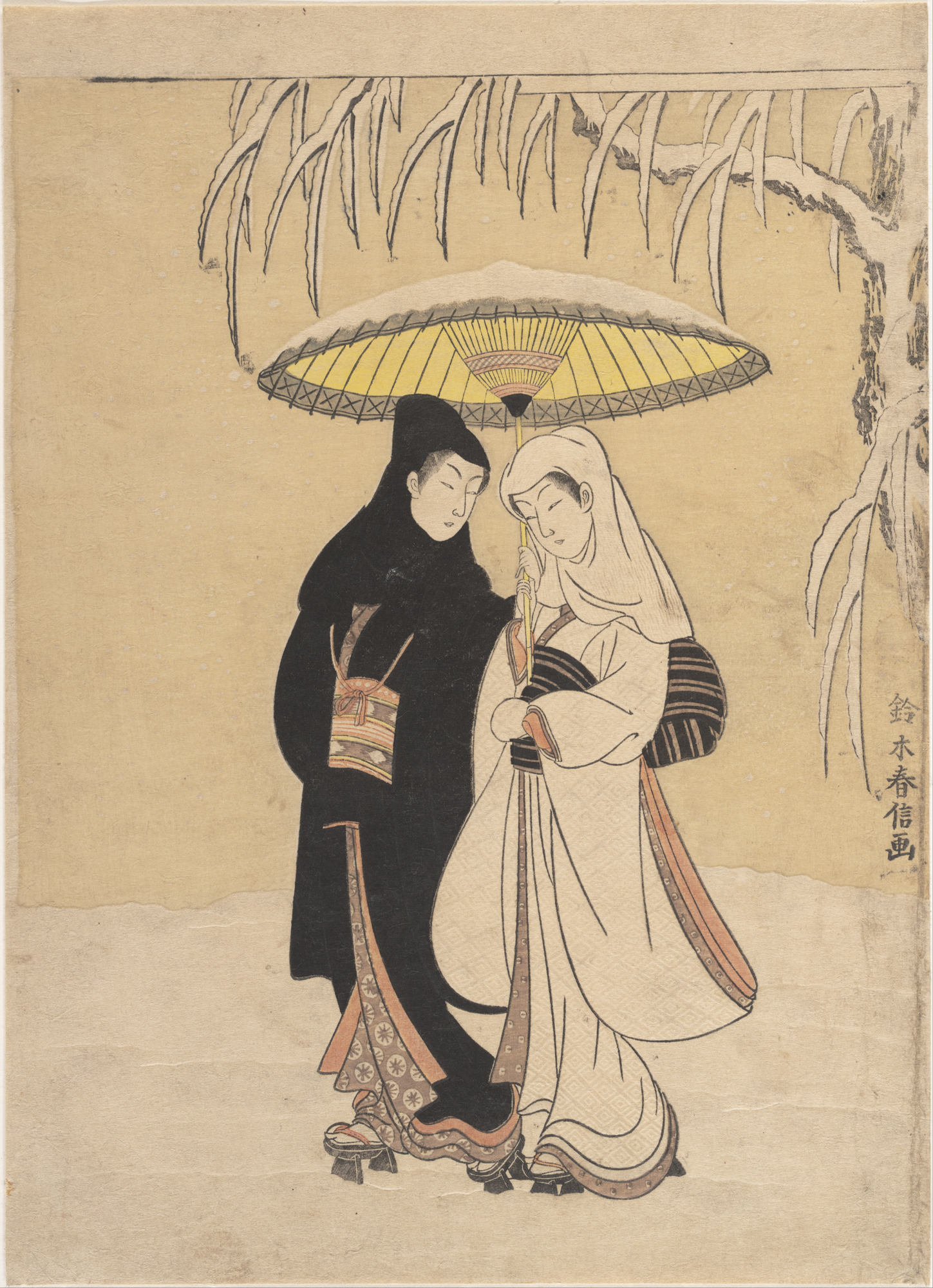
鈴木春信 画『雪中相合傘』（1767年頃）

宝暦・天明文化（ほうれき・てんめいぶんか）とは、江戸時代中後期の宝暦・天明期（宝暦・明和・安永・天明期、1751年-1789年で田沼時代の別称）の期間に発展した文化。通例、日本史学上では江戸時代の文化は、江戸時代前期の元禄文化と後期の化政文化で叙述されるのが一般的であり、この時代の文化は化政文化の一部として扱われてきたが、1960年代以降の同時代の再評価に伴い、あえて宝暦・天明文化として独立したものとして扱われている。

## 背景と発展

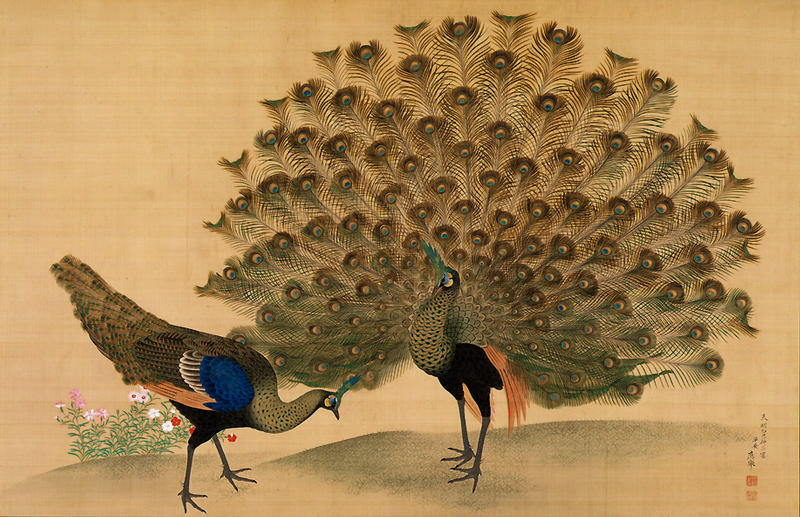
円山応挙 画『孔雀図』（1785年）

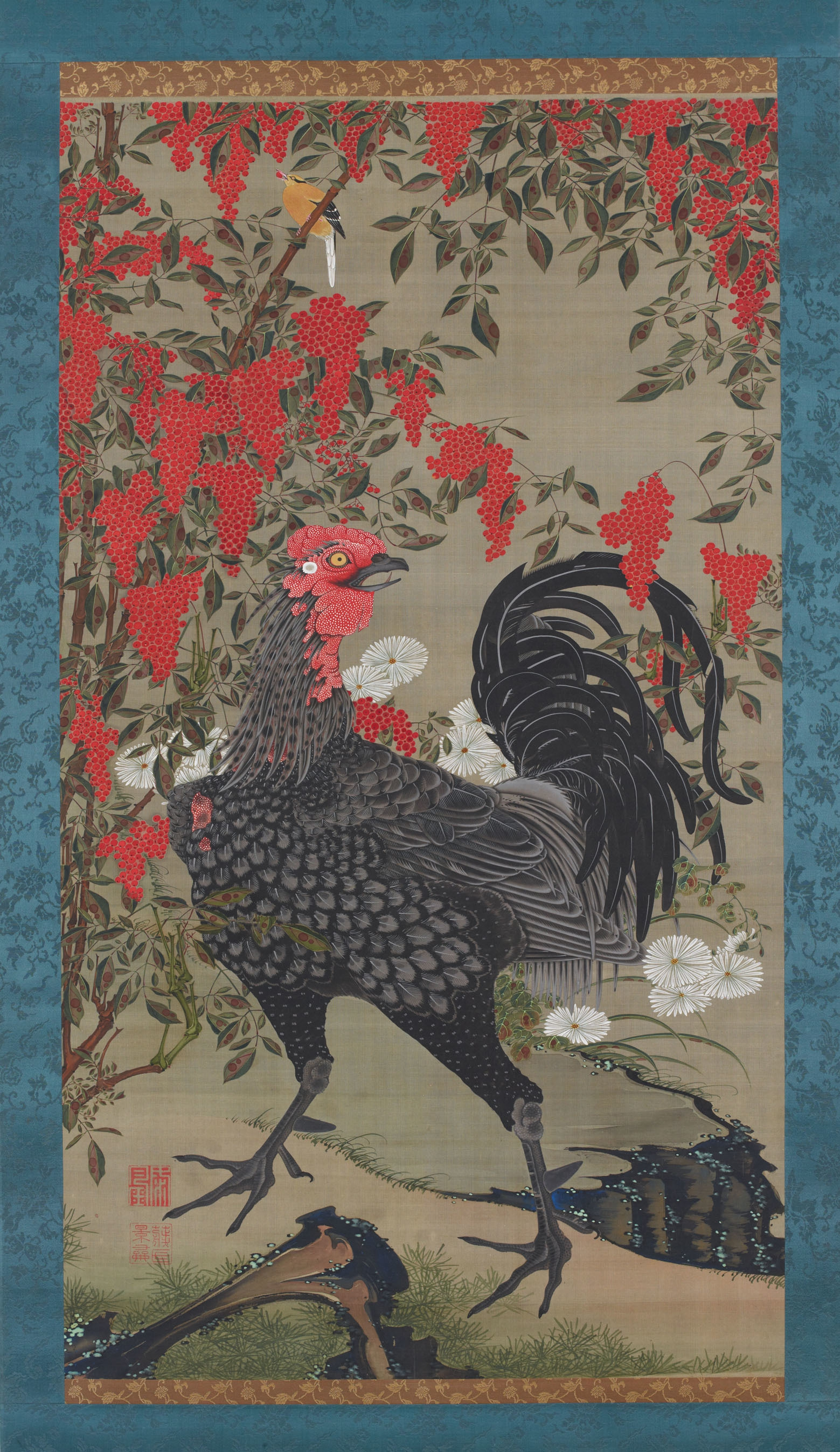
伊藤若冲 画 動植綵絵『南天雄鶏図』（1765年）

徳川綱吉の治世（元禄・宝永期）が終わり、正徳の治・享保の改革によって引き締められると、武士の文化活動は抑制的となった。その一方で、武士の中に「文人」すなわち世俗から離れて文学・芸術活動に向かう人々が現れた。文人は中国文化への関心を高め、漢詩文や文人画を始め、考証学、『三国志』や『水滸伝』に代表される白話文学の受容などをもたらすことになる。
こうした動きは一部の町人を取り込みながら江戸を中心として文人趣味のサロンやネットワークを生み出すことになる。宝暦年間以降になると、政治・社会も文化的に寛容（田沼時代）になり、新たな文化が江戸から地方へと広がるようになった。
絵画の分野では、京都で与謝蕪村・池大雅らが文雅の世界を理想とする文人画を描く一方、写生を基礎とした円山応挙はより写実的な画風を生み出した。更に、伊藤若冲、曾我蕭白、長沢芦雪ら、しばしば「奇想」と形容される個性的な絵師たちが活躍したのもこの頃である。江戸では鈴木春信が錦絵の技法を完成させたのもこの時代で、喜多川歌麿・東洲斎写楽によって浮世絵の全盛期の幕開けを迎えることになる。また、西洋画の技法も伝えられ、『解体新書』の解剖図でも知られる洋風画の小田野直武、銅版画の司馬江漢などが活躍している。
また、与謝蕪村は俳諧の世界でもその才を発揮して蕉風の再興者とみなされ、地方の俳壇では横井也有なども活躍した。俳諧の前句付や付句が独立して世相や風俗を読み込んだ川柳が成立したのもこの時代であった。更に江戸では洒落本・黄表紙・狂歌などが生み出され、それぞれの分野で山東京伝・恋川春町・大田南畝という優れた作家が登場した。こうした新しい文学の誕生を支えたのは、当時江戸で興隆した本屋・書物問屋・地本問屋などで、蔦屋重三郎らが活動した。また、大坂でも『雨月物語』の上田秋成や浄瑠璃の竹田出雲が活躍している。
学問の世界でも国学と蘭学が隆盛を見せる。前者は賀茂真淵の学問を継承した本居宣長による『古事記伝』が知られている。また、有職故実の分野では裏松光世が大内裏の復元のための考証を行い、裏松を補佐して考証を助けた藤貞幹は上田秋成とともに記紀の記述を巡って本居宣長と論争を繰り広げた（日の神論争）。蘭学はまず医学や天文学の分野から受容され、杉田玄白や前野良沢らが医学書『ターヘル・アナトミア』を翻訳した『解体新書』を刊行した。また、医学と密接な関係にあった本草学の世界では田村藍水およびその弟子でエレキテルで知られる平賀源内が活躍した。